# Stade toulousain rugby handisport
Le Stade toulousain rugby handisport (STRH) est un club français créé en 2003 de rugby-fauteuil (quad rugby) et de rugby à XIII en fauteuil roulant (rugby XIII fauteuil). La section rugby-fauteuil est la plus titrée du rugby-fauteuil en France.

## Histoire
Le club est créé en 2003 par Pablo Neuman.

## Section rugby-fauteuil
Le Stade toulousain rugby handisport a remporté (en 2019) neuf des onze éditions du Championnat de France de rugby-fauteuil qui a été mis en place en 2009.